# 빅슨 (애니메이션)

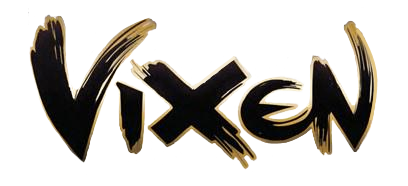

《빅슨》(Vixen)은 미국의 텔레비전 애니메이션이다. 애로우버스 시리즈 중 3번째로, 빅슨을 대상으로 한 웹 애니메이션이고, 2015년부터 2016년까지 The CW에서 운영하는 CW Seed에서 방영되었다.